# Операция «Харель»
Операция «Харель» (ивр. מבצע הראל‎) — операция еврейских вооружённых сил в ходе гражданской войны в Палестине. Операция, продолжавшаяся с 16 по 21 апреля 1948 года, осуществлялась силами одноимённой бригады «Пальмаха» и входила в серию последовательных действий по деблокаде Западного Иерусалима и установлению над ним еврейского контроля (следуя непосредственно за операцией «Нахшон» и предшествуя операции «Иевуси»). Основными результатами операции «Харель» были проход в Иерусалим трёх еврейских конвоев с продовольствием и боеприпасами, а также частичное уничтожение арабских деревень Биду и Бейт-Сурик к северу от дороги в Иерусалим.

## Предпосылки
Операция «Нахшон» по деблокаде Западного Иерусалима, проводившаяся силами еврейского ишува в первой половине апреля 1948 года, увенчалась лишь частичным успехом: хотя защитники еврейских кварталов города получили оружие и продовольствие, арабы из деревень, окружавших дорогу из Тель-Авива в Иерусалим, по-прежнему могли её контролировать. Так, евреям не удалось захватить деревню Цуба к юго-западу от Аль-Кастала, а деревни Хульда и Бейт-Мухейзин, захваченные еврейскими бойцами, пришлось оставить по требованию британских властей. Таким образом, блокада фактически продолжалась.

## Ход операции
В последние дни операции «Нахшон» генеральный штаб «Хаганы» во главе с Игалем Алоном начал планировать дальнейшие действия по прорыву арабской блокады Западного Иерусалима. С 16 апреля 1948 года действия еврейских сил в этом направлении сменили название с «Нахшон» на «Харель», и для их выполнения было сформировано новое соединение из бойцов «Пальмаха» силой до бригады. В соединение вошли два полка «Пальмаха» — 4-й, под командованием Йосефа Табенкина, и 5-й, под командованием Менахема Русака. В дальнейшем эта бригада получила имя в честь своей первой операции. Командовать её был назначен Ицхак Рабин, подчинявшийся непосредственно начальнику генштаба «Хаганы». Кроме того, в операции участвовали 54-й батальон бригады «Гивати» под командованием Цви Цура и одна рота из бригады «Александрони», ещё не вернувшаяся в её расположение после операции «Нахшон».
К 17 апреля в Тель-Авиве был сформирован большой конвой. Согласно архиву «Пальмаха», в нём насчитывалось 130 грузовиков, на которые было нагружено 410 тонн продовольствия, к которым уже на маршруте следования были добавлены 60 тонн молочного порошка и 80 тонн муки. Согласно израильскому историку Ури Мильштейну, в конвое было 227 грузовиков (часть из них бронированные) и 550 тонн продовольствия. Колонна вышла из кибуца Хульда в 6:50 утра и достигла Иерусалима в 11:25; поскольку 17 апреля в этом году выпало на субботу, на въезде в город она была встречена гневными выкриками части ультраортодоксальных евреев: «Шаббес! Шаббес!». После разгрузки колонна в 17:20 вышла обратно в сторону Хульды; в районе деревни Дейр-Айюб по ней был открыт огонь, но она смогла вернуться в Хульду. Относительное спокойствие, в котором прошёл первый конвой, позволило Рабину предположить, что окрестные арабы отказались от крупномасштабных действий и ведут лишь беспокоящий огонь из укрытий; напротив, командир 4-го полка Табенкин придерживался мнения, что готовится большая арабская атака, возможная дата которой — 20 апреля.
19 апреля в Иерусалим был отправлен новый конвой, состоявший из почти 300 грузовиков и нагруженный примерно тысячей тонн продовольствия. Конвой благополучно прошёл в город к 9:30 утра и так же благополучно вернулся назад после разгрузки. Одновременно предпринимались попытки, в соответствии с ранее полученными приказами, захватить или разрушить прилегавшие к иерусалимской дороге деревни. Деревню Цуба еврейские силы атаковали дважды, 18 и 19 апреля, но оба раза безрезультатно. В то же время 16 апреля евреям удалось захватить деревню Сарис южнее дороги, а 20 апреля — захватить и частично разрушить деревни Биду и Бейт-Сурик к северу от неё.

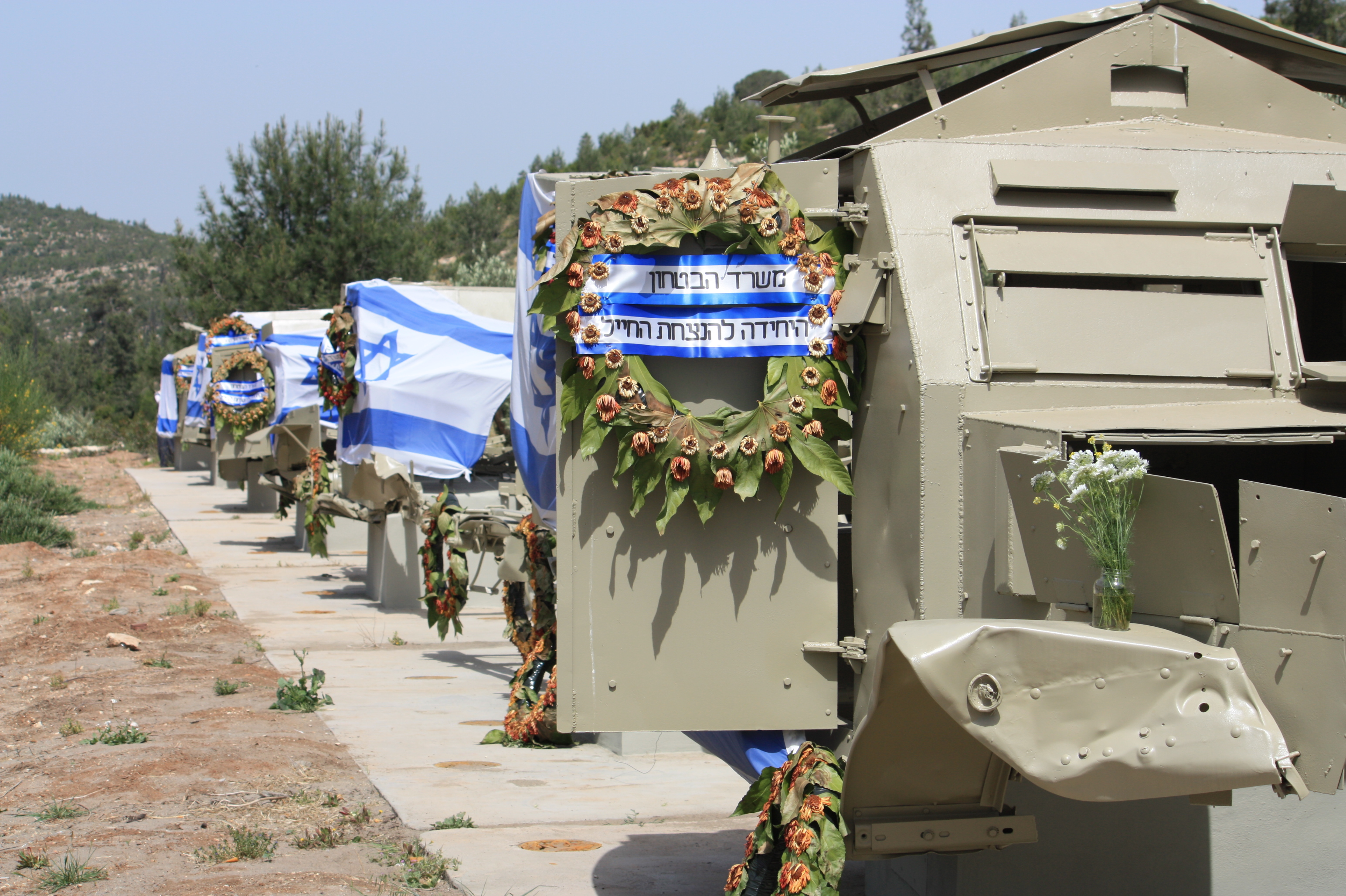
Остатки броневиков, сопровождавших еврейские конвои, в Баб-эль-Вад (Шаар-ха-Гай)

Успешный проход в Иерусалим двух больших конвоев обнадёжил еврейское командование, и уже 20 апреля в город был отправлен ещё один. С ним в Иерусалим направлялись руководители Еврейского агентства, включая Давида Бен-Гуриона, с целью ознакомления с обстановкой, а также весь 5-й батальон и штаб бригады «Харель», которым предстояло принять участие в запланированной операции «Иевуси». В это время арабские силы провели несколько успешных акций в городе, в том числе захватив больницу на горе Скопус, и еврейское командование считало необходимым усиление военного присутствия в Западном Иерусалиме. Бен-Гурион и другие гражданские руководители двигались в авангарде конвоя, охрана которого была разделена на две группы — впереди и позади колонны, растянувшейся на несколько километров. В районе Баб-эль-Вад арьергард колонны был атакован арабским отрядом под командованием Эмиля Гури, взорвавшим мост за машинами, чтобы отрезать путь к отступлениями. Согласно Мильштейну, бойцы «Пальмаха» заметно превосходили нападавших численностью (в соотношении 650 к 30), но растерялись и позволили противнику навязать бой на своих условиях, а командовавший бригадой Рабин оставил её, отправившись в Иерусалим за помощью, и не вернулся до конца боя (Мильштейн утверждает, что Рабин, добравшись до Иерусалима, пошёл спать). Хотя в Иерусалим дошли 250 грузовиков конвоя, евреи потеряли в бою 12 человек убитыми, а блокада города возобновилась.